# Wurmaulspitze
Die Wurmaulspitze ist ein 3022 m s.l.m. hoher, von den Einheimischen auch Engspitz genannt, ragt östlich des innersten Valler Tals in den Pfunderer Bergen in Südtirol auf. An der Südseite des Berges reicht der Bergrasen bis 2.900 Meter hinauf, wodurch der Gipfel für seine Höhe einen recht unscheinbaren Eindruck macht. Der etwas ungewöhnliche Name der Wurmaulspitze, der schon um 1600 belegt ist, soll nach Meinung mancher Linguisten vom keltischen „vernula“ stammen, was so viel bedeutet wie „kleine Erle“.
Der einfachste Anstieg des recht unschwierig zu ersteigenden Gipfels führt vom Almdorf Fane (1735 m) zunächst durch die Schramme, eine Klamm des Valler Bachs, und weiter Richtung Norden über Wiesen hinauf zur Brixner Hütte (2344 m). Nun dem schmäleren, markierten Steig zunächst Richtung Südosten folgen, weiter in östlicher, später nördlicher Richtung über mäßig steile, aber bei Nässe nicht ungefährliche Grashänge zum felsigen Gipfelaufbau der Wurmaulspitze, wobei nur eine sehr kurze gesicherte Felspassage zu bewältigen ist.